# Andreas Pott
Andreas Pott (Düsseldorf, 4 gennaio 1968) è un sociologo tedesco, docente di geografia sociale all'Università di Osnabrück, dove è stato direttore dell'Istituto per la ricerca sulla migrazione e gli studi interculturali. I suoi interessi di ricerca si focalizzano sui popoli e le migrazioni.

## Biografia
Dal 1988 al 1995, Andreas Pott studiò geografia, matematica, filosofia e sociologia presso l'Università di Bonn e l'University College di Londra. Dal 1995 al 1998 fu borsista della DFG nel gruppo "Migration in modern Europe" (Migrazione nell'Europa moderna) presso l'Istituto per la ricerca sulla migrazione e gli studi interculturali (IMIS) e, dal 2000 al 2007, ricercatore associato presso l'Università Johann Wolfgang Goethe di Francoforte.
Nel 2007 fu nominato professore di geografia sociale presso l'Università di Osnabrück; l'anno seguente divenne membro del consiglio di amministrazione dell'Istituto per la ricerca sulle migrazioni e gli studi interculturali (IMIS), che diresse dal 2009 al 2020. Nel 2021 passò alla direzione dell'Istituto di geografia dell'Università di Osnabrück e poi fu nominato portavoce del Centro di ricerca collaborativo 1604 Produzione e migrazione.
Nel 2001 conseguì il dottorato presso l'Università di Osnabrück con la dissertazione intitolata Ethnizität und Raum im Aufstiegsprozeß – Eine Untersuchung zum Bildungsaufstieg in der zweiten türkischen Migrantengeneration (Etnia e spazio nel processo di mobilità ascendente - Uno studio sull'avanzamento scolastico nella seconda generazione di migranti turchi) e l'abilitazione all'insegnamento universitario presso l'Università Goethe di Francoforte nel 2006 con la tesi intitolata Orte des Tourismus. Eine raum- und gesellschaftstheoretische Untersuchung (Luoghi del turismo. Uno studio teoretico di spazio e società).
Pott è condirettore del Comitato permanente Riflessi negli studi sulle migrazioni (Standing Committee Reflexivities in Migration Studies) della Rete internazionale di ricerca sulle migrazioni. Inoltre, è membro del consiglio scientifico del Centro tedesco per l'integrazione e la ricerca sulle migrazioni (Deutsches Zentrum für Integrations- und Migrationsforschung,DeZIM e.V.) e vice portavoce della comunità DeZIM, nonché membro del Consiglio per le migrazioni (Rat für Migration).

## Attività di ricerca
Gli interessi di ricerca di Andreas Pott includono i processi di avanzamento sociale, le geografie della migrazione, la ricerca sulla migrazione e la generazione di conoscenza, la geografia culturale e la teoria sociale e spaziale.
Nel 2024 diventò portavoce del Centro di ricerca collaborativo 1604 Produzione della migrazione. La rete di ricerca interdisciplinare studia come e con quali significati la migrazione viene prodotta nel quadro delle negoziazioni sociali, per quali motivi l'approccio della società alla migrazione stia cambiando e quali conseguenze questo fenomeno abbia. Insieme a Jochen Oltmer, Andreas Pott ha iniziato a dirigere il sotto-progetto "La produzione di spazi migratori urbani da parte dei comuni e della scienza", oltre ad una collaborazione con Thomas Scheffer.

## Scritti selezionati
- Report Globale Flucht, 2024 (Hg. mit Jochen Oltmer, Marcel Berlinghoff, Franck Düvell und Christine Lang), Frankfurt a. M.: Fischer. 2024. ISBN 978-3-596-71069-0.
- Kulturproduktion in der Migrationsgesellschaft. Herausforderungen für Kulturinstitutionen und Kulturpolitik, 2024 (Hg. mit Jens Schneider, Jochen Oltmer und Antonie Schmiz), Bielefeld: transcript-Verlag. 2024. ISBN 978-3-8394-6431-1.
- New Social Mobility. Second Generation Pioneers in Europe (ed. with Maurice Crul and Jens Schneider). IMISCOE Research Series. Cham: Springer. 2023. https://doi.org/10.1007/978-3-031-05566-9.
- con Christine Lang e Jens Schneider: Erfolg nicht vorgesehen. Sozialer Aufstieg in der Einwanderungsgesellschaft – und was ihn so schwer macht, Münster/New York: Waxmann. 2018. ISBN 978-3-8309-3516-2.
- Was ist ein Migrationsregime? What is a Migration Regime (Hg. mit Christoph Rass und Frank Wolff), Wiesbaden: Springer VS. 2018. ISBN 978-3-658-20531-7.
- Orte des Tourismus. Eine raum- und gesellschaftstheoretische Untersuchung, Bielefeld: transcript-Verlag. 2007. ISBN 978-3-8394-0763-9.
- Ethnizität und Raum im Aufstiegsprozeß – Eine Untersuchung zum Bildungsaufstieg in der zweiten türkischen Migrantengeneration, Opladen: Leske + Budrich. 2002. ISBN 978-3-8100-3598-1